# Slaughter and May
Slaughter and May — международная юридическая фирма со штаб-квартирой в Банхилл Роуд, Лондон. Основанная в 1889 году Slaughter and May считается одной из самых престижных юридических фирм в мире, входит в организацию «Magic Circle», которая объединяет различные элитные юридические фирмы из Лондона. Фирма также имеет офисы в Пекине, Брюсселе и Гонконге.

## История
Slaughter and May была основана 1 января 1889 года Уильямом Капелом Слотером и Уильямом Мэем. Первый офис фирмы располагался по адресу 18 Austin Friars в лондонском Сити. В 1974 году фирма открыла офис в Гонконге, став первой лондонской юридической фирмой, открывшей там свой филиал. В течение 1980-х и 1990-х годов фирма участвовала в ряде приватизаций в Великобритании, включая приватизации British Airways, British Gas и British Steel.
В 2002 году Slaughter and May переехали в свой нынешний лондонский офис на Банхилл Роуд. Slaughter and May закрыла свой офис в Нью-Йорке в сентябре 2004 года и офис в Сингапуре в октябре 2004 года, передав свою работу в США юридическим фирмам с Уолл-стрит, а работу в Юго-Восточной Азии — австралийской фирме Allens Arthur Robinson. В декабре 2005 года Slaughter and May согласилась уступить свой парижский офис французской юридической фирме Bredin Prat. В 2009 году компания открыла офис в китайской столице Пекине, чтобы сосредоточиться в основном на слияниях и поглощениях, а также на исходящих и входящих инвестициях.
По сравнению с другими фирмами Magic Circle, Slaughter и May имеет минимальное зарубежное присутствие. Её международная практика в значительной степени опирается на отношения с местными юридическими фирмами в других странах, многие из которых сами имеют минимальное зарубежное присутствие и, таким образом, не конкурируют с Slaughter and May. Эти тесно связанные фирмы включают Clayton Utz, Corrs Chambers Westgarth и Gilbert + Tobin в Австралии, Bell Gully в Новой Зеландии; BonelliErede, Bredin Prat, De Brauw Blackstone Westbroek, Hengeler Mueller и Uría Menéndez в Западной Европе; Shin & Kim and Kim & Chang в Южной Корее; и три юридические фирмы из «Большой четверки» в Японии.

## Операции
В 2015 году партнеры фирмы получили самую высокую прибыль на одного акционера среди всех юридических фирм Великобритании.
В Лондоне, Гонконге и Пекине основными направлениями практики Slaughter и May являются слияния и поглощения, корпоративная и финансовая деятельность.
В Брюсселе практическими областями являются конкуренция, финансовое регулирование, защита данных, а также торговые вопросы, поднятые Brexit.
В марте 2019 года фирма представляла интересы Chambers and Partners при продаже Inflexion.

## Инциденты
В мае 2018 года Рэйчел Ривз, член парламента Великобритании от Лейбористской партии, раскритиковала фирму за то, что она не была «открытой и прозрачной» из-за предполагаемого отказа включить партнеров по долевому участию в отчет о гендерном разрыве в оплате труда. Эта критика была несмотря на то, что отчетность о гендерном разрыве в оплате труда в Великобритании применяется только к заработной плате сотрудников, а не к прибыли работодателя. Таким образом, акционерам фирмы не выплачивается заработная плата, вместо этого они получают равные доли в капитале фирмы.
В мае 2018 года в отчете по совместному запросу членов парламента Великобритании была дана критика фирмы за выставление счетов компании Carillion на сумму более 8 миллионов фунтов стерлингов за юридические консультации с момента, когда ее тяжелое финансовое положение стало очевидным в мае 2017 года, до ее окончательного краха в январе 2018 года. В отчете добавлено, что «к концу года целый набор консультантов, в том числе ряд юридических фирм, выжимал комиссионные из того, что осталось от компании. 6,4 миллиона фунтов стерлингов исчезли только в последний рабочий день, поскольку директора просили провести спасение налогоплательщиков». Рэйчел Ривз, член парламента от лейбористов, возглавлявшая бизнес-комитет Commons, сказала, что после бухгалтерских фирм «именно юрисконсульты Carillion брали большие выплаты в последние дни компании».